# 神よ
「神よ」（かみよ）は、松山千春が2010年5月12日にリリースした65枚目のシングル。

## 解説
シングル「慕う」と同時発売された。

## 収録曲
| 全作詞・作曲: 松山千春、全編曲: 古川昌義。 |                                      |          |            |      |
| #                                          | タイトル                             | 作詞     | 作曲・編曲 | 時間 |
| 1.                                         | 「神よ」                             | 松山千春 | 松山千春   | 5:15 |
| 2.                                         | 「真夏の一日」                       | 松山千春 | 松山千春   | 3:50 |
| 3.                                         | 「神よ」(オリジナル・カラオケ)       | 松山千春 | 松山千春   | 5:15 |
| 4.                                         | 「真夏の一日」(オリジナル・カラオケ) | 松山千春 | 松山千春   | 3:46 |
| 合計時間:                                  | 合計時間:                            | 18:06    |            |      |